# Brygada Kirasjerów Sebastiana Spetha
Brygada Kirasjerów Sebastiana Spetha – jedna z dwupułkowych brygad w strukturze organizacyjnej wojska austriackiego w czasie wojny polsko-austriackiej w 1809.
Jej dowódcą był gen. Sebastian Franz Speth (1754–1812). Wchodziła w skład Dywizji Kawalerii Karla Augusta von Schaurotha.

## Skład w 1809
- 5 Pułk Kirasjerów – Hannibal Marchese di Sommariva (6 szwadronów)
- 7 Pułk Kirasjerów – Lothringen (6 szwadronów)
- Bateria artylerii konnej